# Dorylomorpha simplex
Dorylomorpha simplex är en tvåvingeart som beskrevs av David Edward Albrecht 1990. Dorylomorpha simplex ingår i släktet Dorylomorpha och familjen ögonflugor. Inga underarter finns listade i Catalogue of Life.